# Andrzej Zakrzewski (1941–2000)

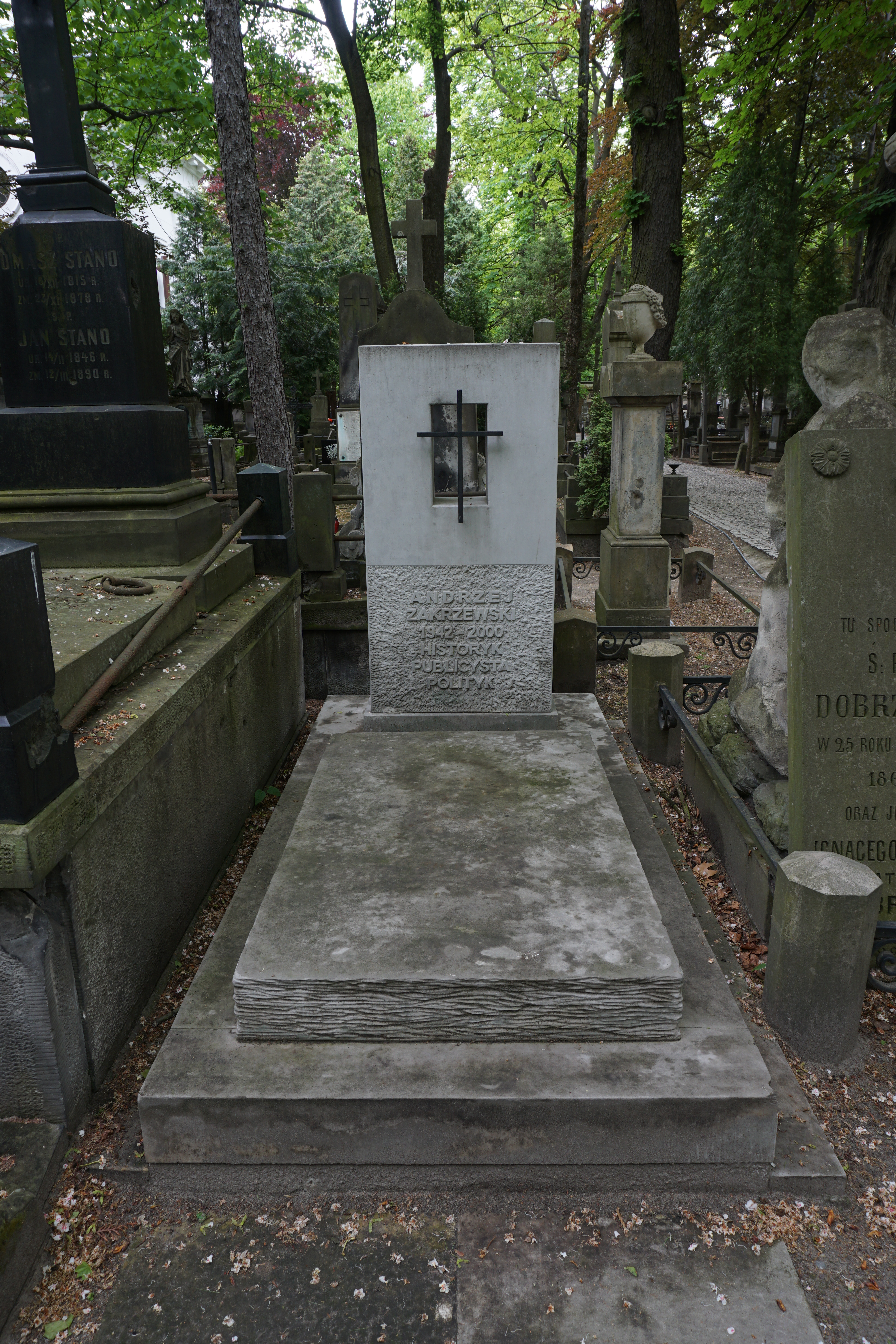
Grób Andrzeja Zakrzewskiego na cmentarzu Powązkowskim w Warszawie

Andrzej Zakrzewski (ur. 22 sierpnia 1941 w Warszawie, zm. 10 lutego 2000 tamże) – polski historyk, polityk, dziennikarz, publicysta, minister kultury i sztuki, a następnie minister kultury i dziedzictwa narodowego w rządzie Jerzego Buzka, poseł na Sejm III kadencji.

## Życiorys
Syn Stefana. W 1967 ukończył studia na Wydziale Prawa i Administracji Uniwersytetu Warszawskiego. Uzyskał stopień doktora nauk humanistycznych.
Od 1967 pracował na stanowisku adiunkta w Instytucie Historii Polskiej Akademii Nauk. W latach 1972–1973 był sekretarzem naukowym Komitetu Nauk Historycznych PAN, w latach 1979–1981 zastępcą dyrektora Zakładu Historii Ruchu Ludowego. Od 1971 do 1977 pełnił funkcję kierownika działu historii w „Nowych Książkach”. W latach 1979–1983 był członkiem pierwszego Konwersatorium „Doświadczenie i Przyszłość”. Od 1980 do 1981 pełnił funkcję sekretarza Komitetu Porozumiewawczego Stowarzyszeń Twórczych i Naukowych.
W latach 1991–1995 pracował w Kancelarii Prezydenta RP Lecha Wałęsy na stanowiskach podsekretarza stanu, sekretarza stanu i ministra stanu. Kierował Biurem Obsługi Politycznej Prezydenta RP oraz Radą ds. Stosunków Polsko-Żydowskich. Zasiadał w prezydenckiej radzie ds. kultury oraz w radzie nadzorczej Polskiej Agencji Informacyjnej.
W latach 1979–1981 należał do Zjednoczonego Stronnictwa Ludowego. W latach 1995–1998 działał w Ruchu Stu, a od 1998 był członkiem Stronnictwa Konserwatywno-Ludowego. W wyborach parlamentarnych w 1997 został wybrany posłem na Sejm III kadencji z listy Akcji Wyborczej Solidarność w okręgu warszawskim.
Należał do Polskiego Towarzystwa Historycznego (sekretarz generalny PTH w latach 1976–1982), Polskiego Towarzystwa Socjologicznego i Polskiego Towarzystwa Nauk Politycznych.
26 marca 1999 został powołany na stanowisko ministra kultury i sztuki w rządzie Jerzego Buzka. Doprowadził do przemianowania resortu w Ministerstwo Kultury i Dziedzictwa Narodowego. Zmarł w trakcie sprawowania urzędu.
Pochowany na cmentarzu Powązkowskim w Warszawie (kwatera 11/6/31).

## Odznaczenia i upamiętnienie
W 2000, w uznaniu wybitnych zasług w działalności państwowej i publicznej, został przez prezydenta Aleksandra Kwaśniewskiego pośmiertnie odznaczony został Krzyżem Wielkim Orderu Odrodzenia Polski. W 1995 otrzymał Krzyż Komandorski z Gwiazdą tego orderu.
W 2010 na bramie wjazdowej pałacyku Cukrowników w Warszawie (siedzibie  Instytutu Adama Mickiewicza) odsłonięto tablicę upamiętniającą Andrzeja Zakrzewskiego i Bronisława Geremka.